# Bojangles’
Bojangles ist eine Schnellrestaurantkette im Süden der Vereinigten Staaten. Die Kette wurde 1977 in Charlotte, North Carolina, eröffnet und hat von da an stetig expandiert. Der Slogan der Kette ist „Famous Chicken 'n Biscuits“.
Die Kette führt vor allem in den Südstaaten populäre Speisen. Spezialität der Kette sind würzige frittierte Hähnchen. Viele Restaurants bieten auch Frühstück; hier gibt es vor allem verschiedene Biscuitvariationen, zum Beispiel Biscuit mit Bacon als Spezialität.
Heute verteilen sich 300 Restaurants auf zehn Bundesstaaten: New York, Pennsylvania, Maryland, Virginia, North Carolina, South Carolina, Tennessee, Arkansas, Georgia und Florida. Von diesen Restaurants sind jedoch nur jeweils eins in New York und Pennsylvania, hunderte dagegen in den beiden Carolinas. Nach Angaben des Konzerns ist geplant, die Kette auf Mittelamerika und die Karibik zu erweitern.